# Max Berliner
Max Berliner, született Mordcha Berliner (Varsó, Lengyelország, 1919. október 23. – Buenos Aires, 2019. augusztus 26.) lengyelországi születésű argentin színész.

## Filmjei

### Mozifilmek
- La calesita (1963)
- El profesor Tirabombas (1972)
- La flor de la mafia (1974)
- Minguito Tinguitela, papá (1974)
- Los gauchos judíos (1975)
- Cacique Bandeira (1975)
- El casamiento de Laucha (1977)
- El gordo catástrofe (1977)
- Las locuras del profesor (1979)
- ...Y mañana serán hombres (1979)
- La nona (1979)
- Mis días con Verónica (1980)
- Comandos azules (1980)
- Los crápulas (1981)
- Plata dulce (1982)
- El desquite (1983)
- Los enemigos (1983)
- Pasajeros de una pesadilla (1984)
- Los tigres de la memoria (1984)
- En retirada (1984)
- Las barras bravas (1985)
- Tacos altos (1985)
- La cruz invertida (1985)
- Los superagentes contra los fantasmas (1986)
- Susana quiere, el negro también (1987)
- Paraíso relax (1988)
- A barátnő (La amiga) (1988)
- A nulladik lakosztály (Apartment Zero) (1988)
- Billetes, billetes... (1988)
- Después de ayer (1989)
- A hegylakó visszatér (Highlander II: The Quickening) (1991)
- Yepeto (1999)
- Ángel, la diva y yo (1999)
- Cóndor Crux, la leyenda (2000, hang)
- Ásó, kapa, hüpe (Seres queridos) (2004)
- 18-j (2004)
- Morir en San Hilario (2005)
- El invierno de los raros (2010)
- El último traje (2017)

### Tv-sorozatok
- Pelito (1982, 21 epizódban)
- Di Maggio (1990, 19 epizódban)
- Cartas de amor en cassette (1993, 19 epizódban)
- Como pan caliente (1996, 39 epizódban)
- Vad angyal (Muñeca brava) (1999, egy epizódban)
- Doble vida (2005, 98 epizódban)